# Безомон
Безомо́н (фр. Bezaumont) — коммуна во французском департаменте Мёрт и Мозель, региона Лотарингия. Относится к  кантону Понт-а-Муссон.

## География
Безомон расположен в 19 км к северу от Нанси и 30 км к югу от Меца. Соседние коммуны: Луази — на северо-западе, Сент-Женевьев — на севере, Виль-о-Валь и Ландремон — на юго-востоке.

## Демография
Население коммуны на 2010 год составляло 249 человек.
| 1962 | 1968 | 1975 | 1982 | 1990 | 1999 | 2010 |
| ---- | ---- | ---- | ---- | ---- | ---- | ---- |
| 184  | 192  | 187  | 232  | 225  | 249  | 249  |